# Монетный тип Линдайё

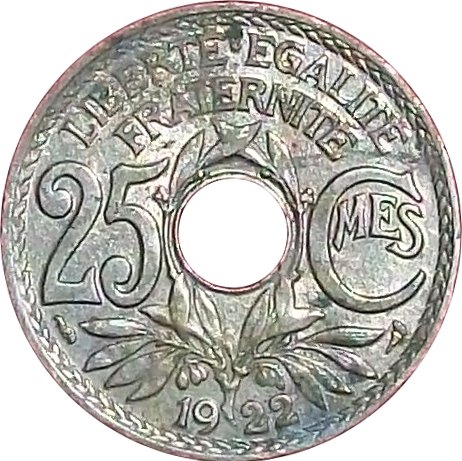
Медно-никелевая монета в 25 сантимов 1922 года, монетный тип Линдайё — аверс.

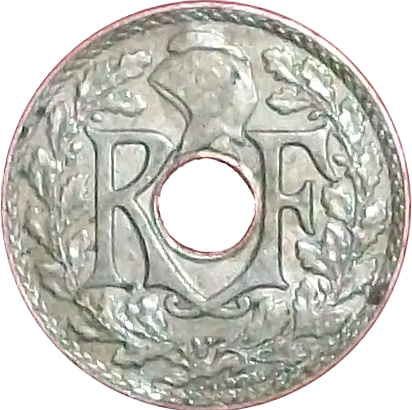
Медно-никелевая монета в 25 сантимов 1922 года, монетный тип Линдайё — реверс.

Монеты данного типа были разработаны гравёром Эмилем Эдмоном Линдайё (1869—1942) и выпускались с 1914 по 1946 год. Их оформление характеризуется центральным отверстием, которое впервые появилось именно на монетах этого типа.
Этот тип пришёл на смену никелевым монетам номиналом 5 и 10 сантимов Дюпюи, а также 25 сантимов. С самого начала войны, в 1914 году, монеты Линдайё выпускались тоньше и с отверстием в центре с целью экономии металла на чеканку.
Правительство Виши выпускало подобные монеты с отверстиями с 1941 по 1943 год номиналом 10 и 20 сантимов из цинка.

## Хронология эмиссии
| Год         | Номинал     | Диаметр | Вес   | Металл          | Тираж       | Комментарии                     |
| ----------- | ----------- | ------- | ----- | --------------- | ----------- | ------------------------------- |
| 1914 — 1917 | 25 сантимов | 24 мм   | 5 г   | никель          | 1 641 016   |                                 |
| 1917 — 1920 | 5 сантимов  | 19 мм   | 3 г   | медно-никелевая | 141 213 857 |                                 |
| 1920 — 1938 | 5 сантимов  | 15 мм   | 2 г.  | медно-никелевая | 619 442 788 |                                 |
| 1917 — 1938 | 10 сантимов | 21 мм   | 4 г   | медно-никелевая | 701 482 534 |                                 |
| 1917 — 1938 | 25 сантимов | 24 мм   | 5 г   | медно-никелевая | 314 372 733 |                                 |
| 1938 — 1939 | 5 сантимов  | 17 мм   | 1,5 г | нейзильбер      | 79 002 747  |                                 |
| 1938 — 1939 | 10 сантимов | 21 мм   | 3 г   | нейзильбер      | 314 372 733 |                                 |
| 1938 — 1940 | 25 сантимов | 24 мм   | 4 г   | нейзильбер      | 51 581 241  |                                 |
| 1941        | 10 сантимов | 21 мм   | 2,5 г | цинк            | 238 875 200 | По образцу монет III республики |
| 1945 — 1946 | 10 сантимов | 17 мм   | 1,5 г | цинк            | 64 365 360  | Временное правительство         |
| 1945 — 1946 | 20 сантимов | 24 мм   | 3 г   | цинк            | 14 589 297  | Временное правительство         |